# خشب متحجر

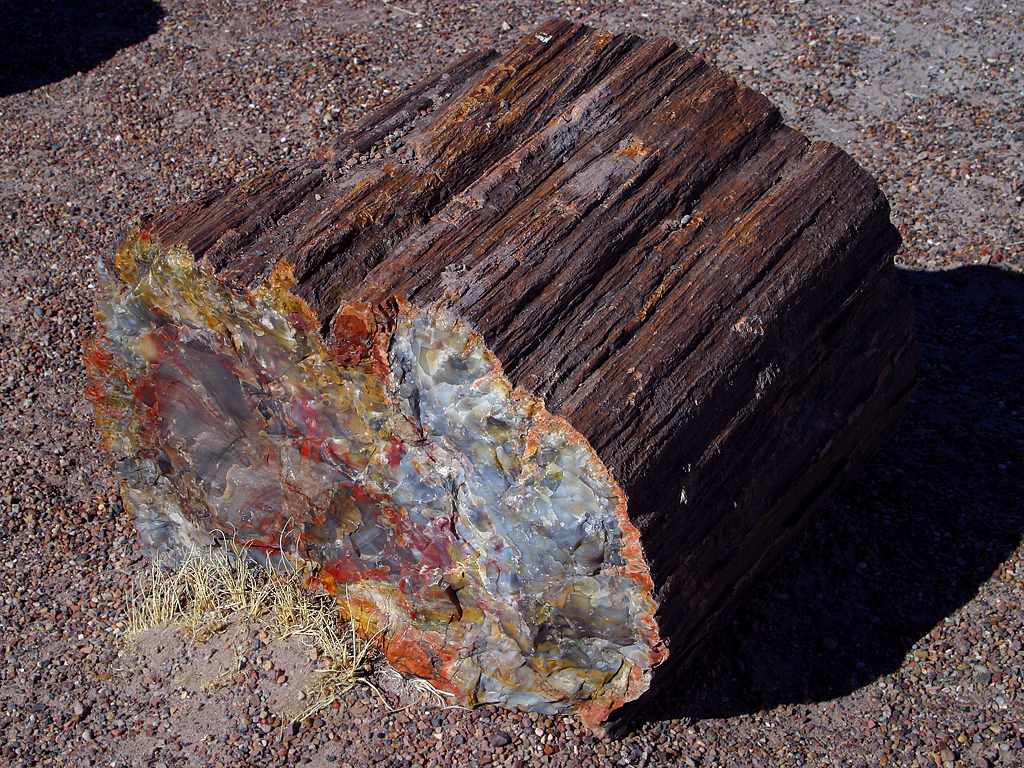
خشب متحجر بمتنزه الغابة المتحجرة الوطني بأريزونا

الخشب المتحجر هو اسم يطلق على نوع من البقايا الحفرية الخضريات الأرضية القديمة. وتنتج عن تحول النباتات الشجرية أو الشبه شجرية بالكامل إلى صخور بالتمعدن. حيث تنوب معادن مثل السليكات والمرو عن كل المواد العضوية الخشبية، مع المحافظة على التركيب الأصلي للنسيج الأصلي.

## مصر
توجد الأخشاب المتحجرة في مصر في محمية الغابة المتحجرة بالمعادي

## معرض صور

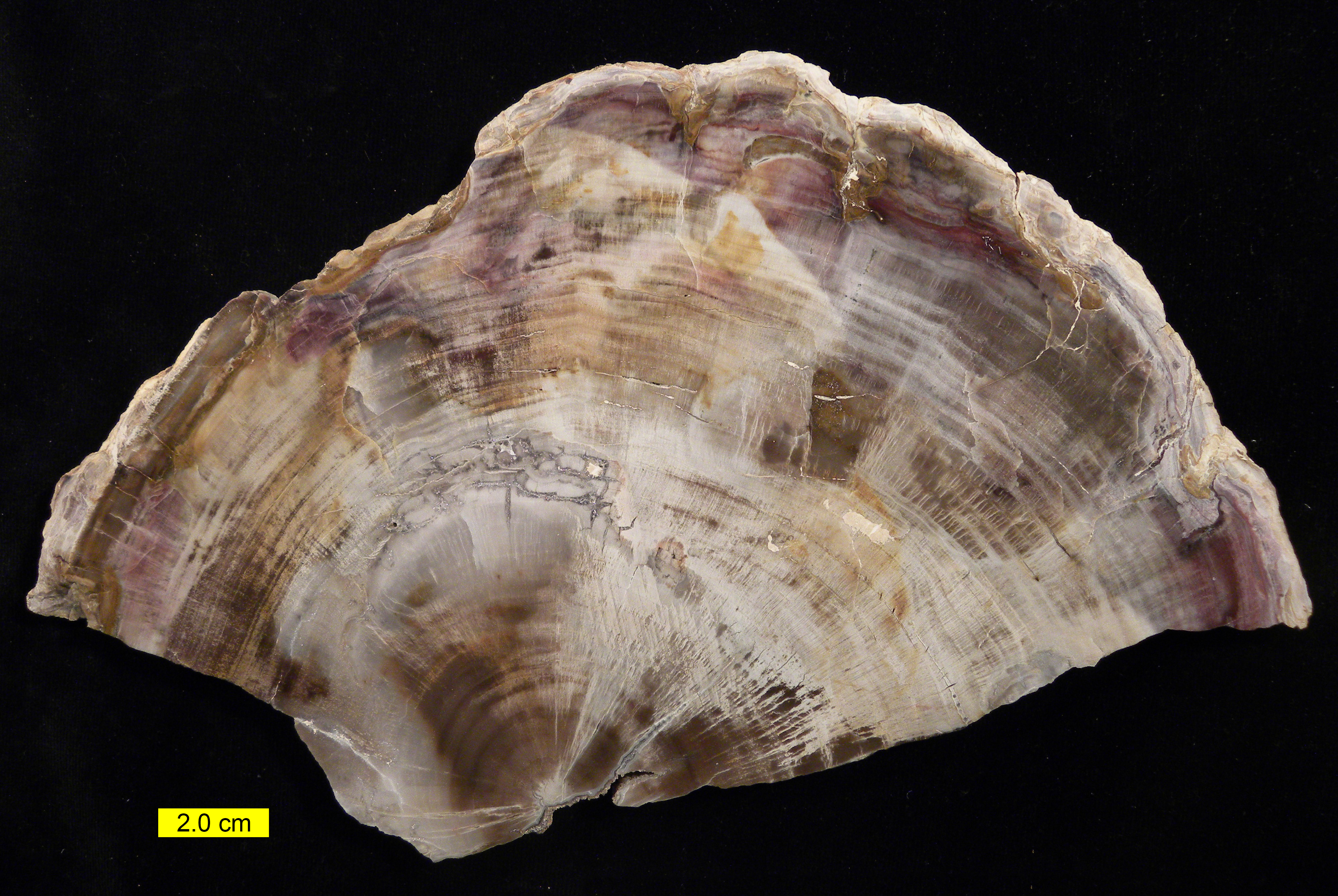
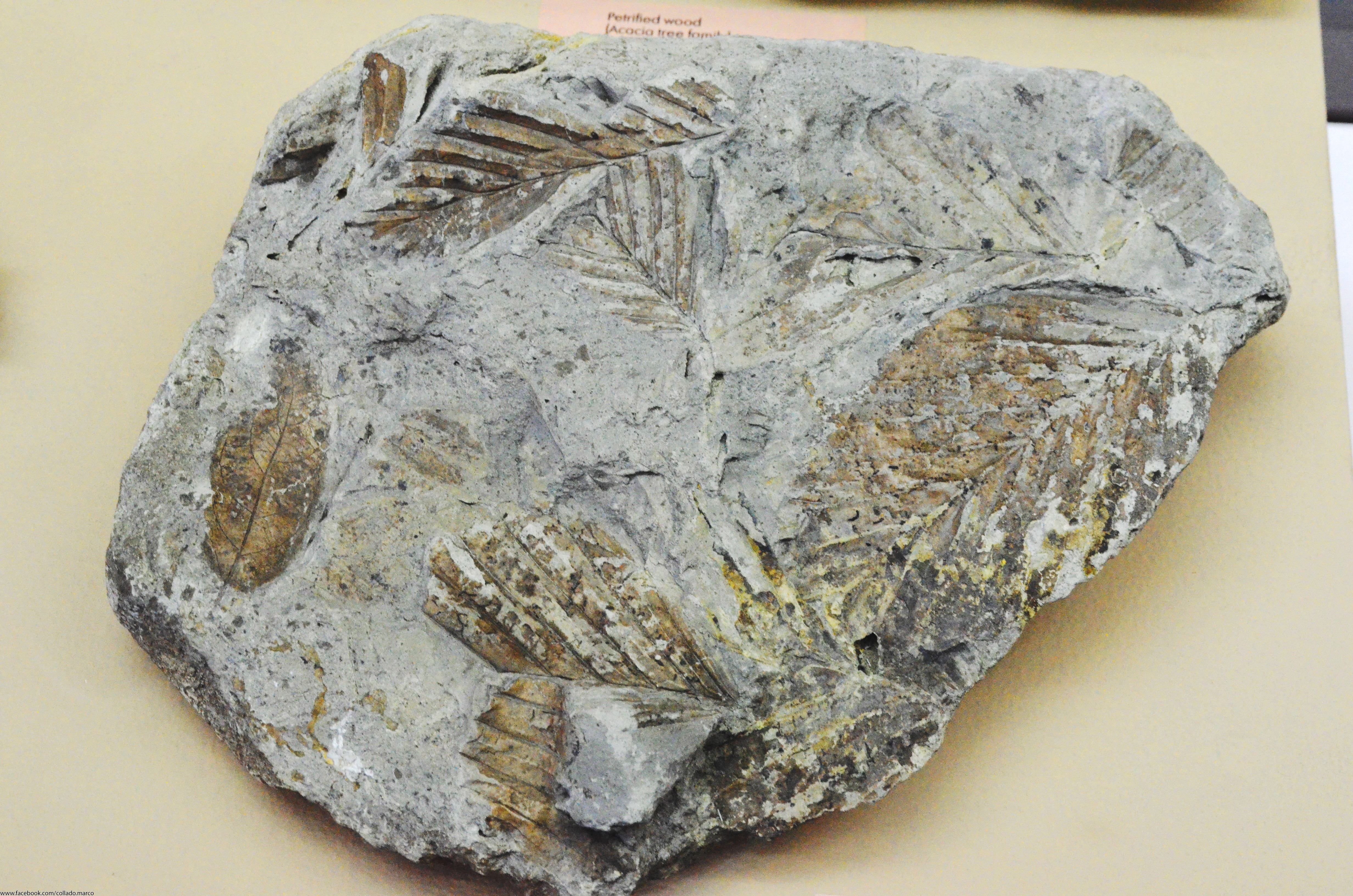
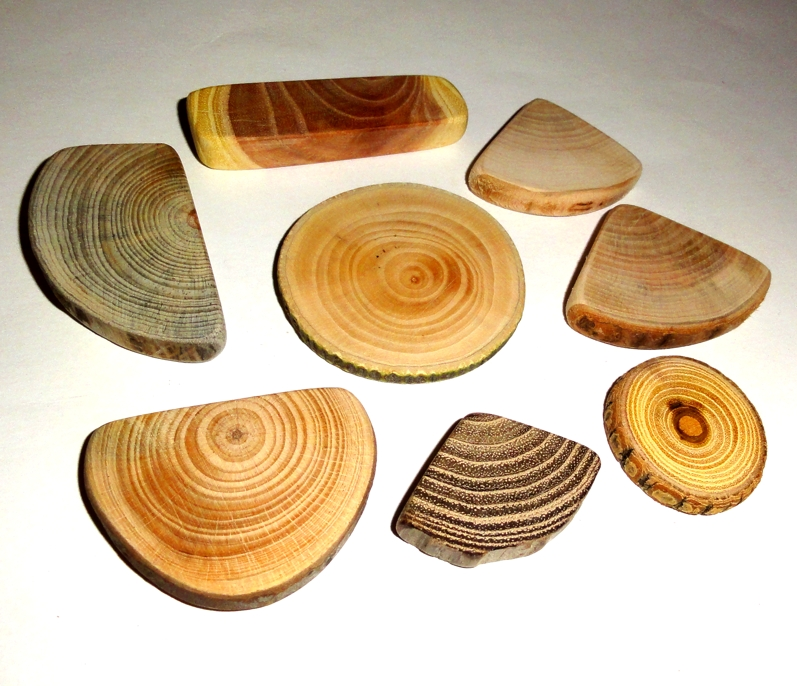
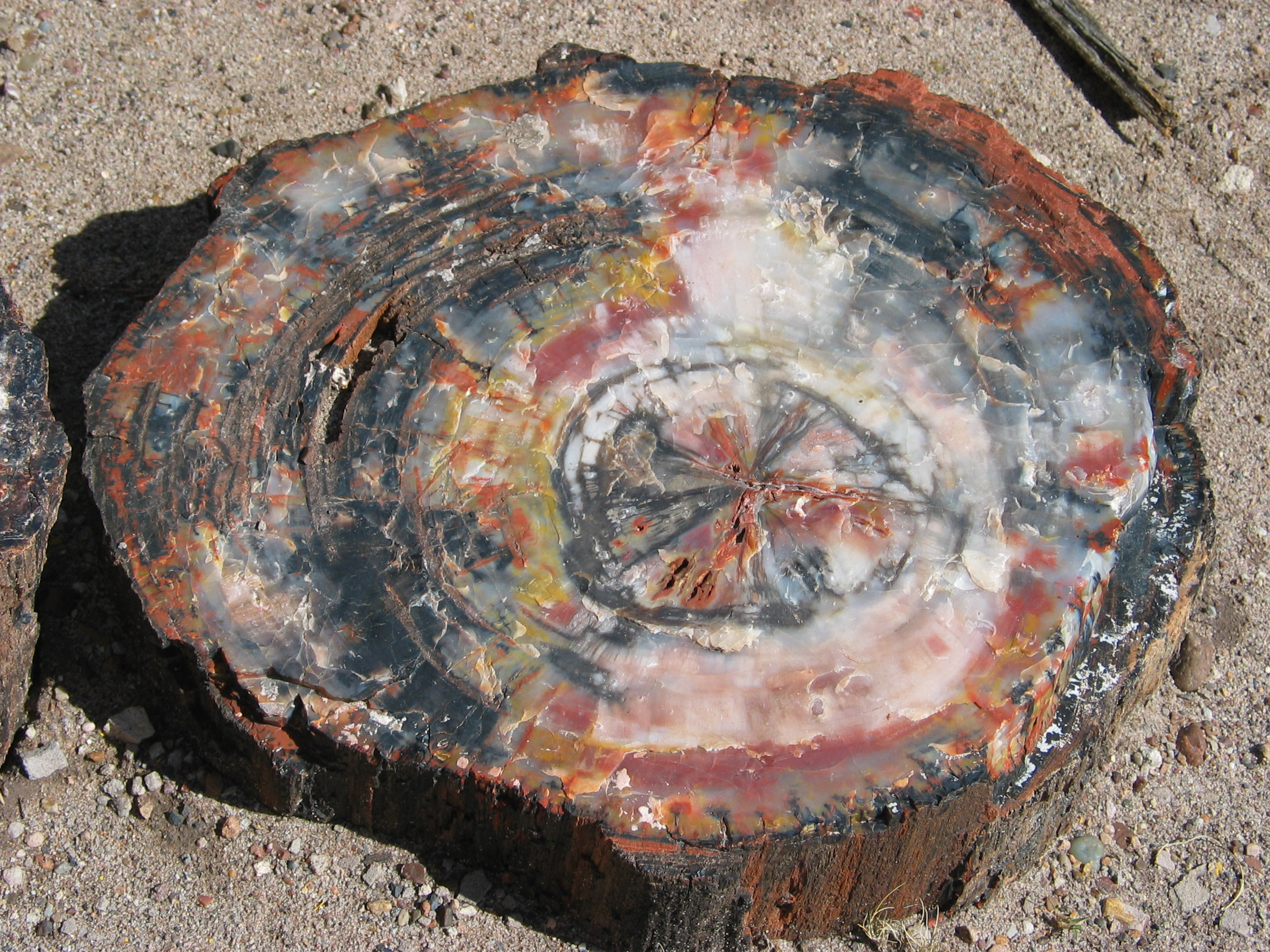